# У дома през август
У дома през август (на английски: August: Osage County) е американски филм от 2013 г., базиран на едноименната пиеса на Трейси Летс.

## Актьорски състав
| Актьор             | Роля                  |
| ------------------ | --------------------- |
| Мерил Стрийп       | Вайълет Уестън        |
| Джулия Робъртс     | Барбара Уестън-Фордам |
| Юън Макгрегър      | Бил Фордам            |
| Крис Купър         | Чарлз Ейкън           |
| Абигейл Бреслин    | Джийн Фордам          |
| Бенедикт Къмбърбач | Малкия Чарли          |
| Джулиет Люис       | Карън Уестън          |
| Марго Мартиндейл   | Мати Фей Ейкън        |
| Дърмът Мълроуни    | Стив Хубербрехт       |
| Джулиан Никълсън   | Айви Уестън           |
| Сам Шепърд         | Бевърли Уестън        |
| Мисти Ъпхам        | Джона                 |

## Награди и номинации
| Категория                               | Номиниран(и)           | Резултат               |
| Оскар (2 март 2014 г.)                  | Оскар (2 март 2014 г.) | Оскар (2 март 2014 г.) |
| --------------------------------------- | ---------------------- | ---------------------- |
| Най-добра женска роля                   | Мерил Стрийп           | номинация              |
| Най-добра поддържаща женска роля        | Джулия Робъртс         | номинация              |
| Награда на БАФТА (16 февруари 2014 г.)  |                        |                        |
| Най-добра актриса в поддържаща роля     | Джулия Робъртс         | номинация              |
| Златен глобус (12 януари 2014 г.)       |                        |                        |
| Най-добра актриса в мюзикъл или комедия | Мерил Стрийп           | номинация              |
| Най-добра поддържаща актриса            | Джулия Робъртс         | номинация              |
| Сателит (23 февруари 2014 г.)           |                        |                        |
| Най-добра актриса                       | Мерил Стрийп           | номинация              |
| Най-добра актриса в поддържаща роля     | Джулия Робъртс         | номинация              |